# Sundiata Gaines
Pour les articles homonymes, voir Gaines.
Sundiata Gaines, né le 18 avril 1986 à Jamaica, dans le Queens, à New York, aux États-Unis, est un joueur américain de basket-ball. Il évolue au poste de meneur.